# Olavus Andreæ Rhyzelius
Olavus Andreæ Rhyzelius, född 1640 i Ods församling, Skaraborgs län, död 24 juni 1714 i Ods församling, Skaraborgs län, var en svensk präst.

## Biografi
Olavus Rhyzelius föddes 1640 på Mollaryd i Ods församling. Han var son till smeden Anders Olofsson och Brita Andersdotter på Örligsås. Rhyzelius studerade vid Skara trivialskola och Växjö gymnasium. Han blev 1666 student vid Kungliga Akademien i Åbo och disputerade där 1672. Rhyzelius prästvigdes 1675 till adjunkt i Ods församling. Han blev 1676 komminister i församlingen och blev 1700 kyrkoherde i församlingen, tillträde 1701. Rhyzelius avled 1714 i Ods församling och begravdes av biskopen Jesper Swedberg.

### Familj
Rhyzelius gifte sig första gången 1677 med Sigrid Andersdotter (död 1694). Hon var dotter till komministern Andreas Jonae i Ods församling. De fick tillsammans barnen biskopen Andreas Rhyzelius (1677–1761) i Linköpings stift, Brita Rhyzelius (född 1678) som var gift med komministern Anders Floberg i Södra Vings församling, Maria Rhyzelius (1680–1756) som var gift med kyrkoherden Magnus Hulthin i Regna församling, Karina Rhyzelius (född 1682) som var gift med kyrkoherden Andreas Darelius i Ods församling och kaptenen Jakob Rhyzelius (född 1683).
Rhyzelius gifte sig andra gången 1695 med Margareta Dahl. Hon var dotter till komminister Anders Dahl i Rångedala församling. De fick tillsammans barnen rektorn Paul Rhyzelius (född 1696) i Skara, Johannes Rhyzelius (född 1698), Elisabet Rhyzelius (född 1700) som var gift med komministern Birger Lenholm i Böne församling, Sidonia (född 1701), Estrid Rhyzelius (född 1704), Andreas Rhyzelius (född 1706) och Elias Rhyzelius (född 1707).